# Peter Kuper

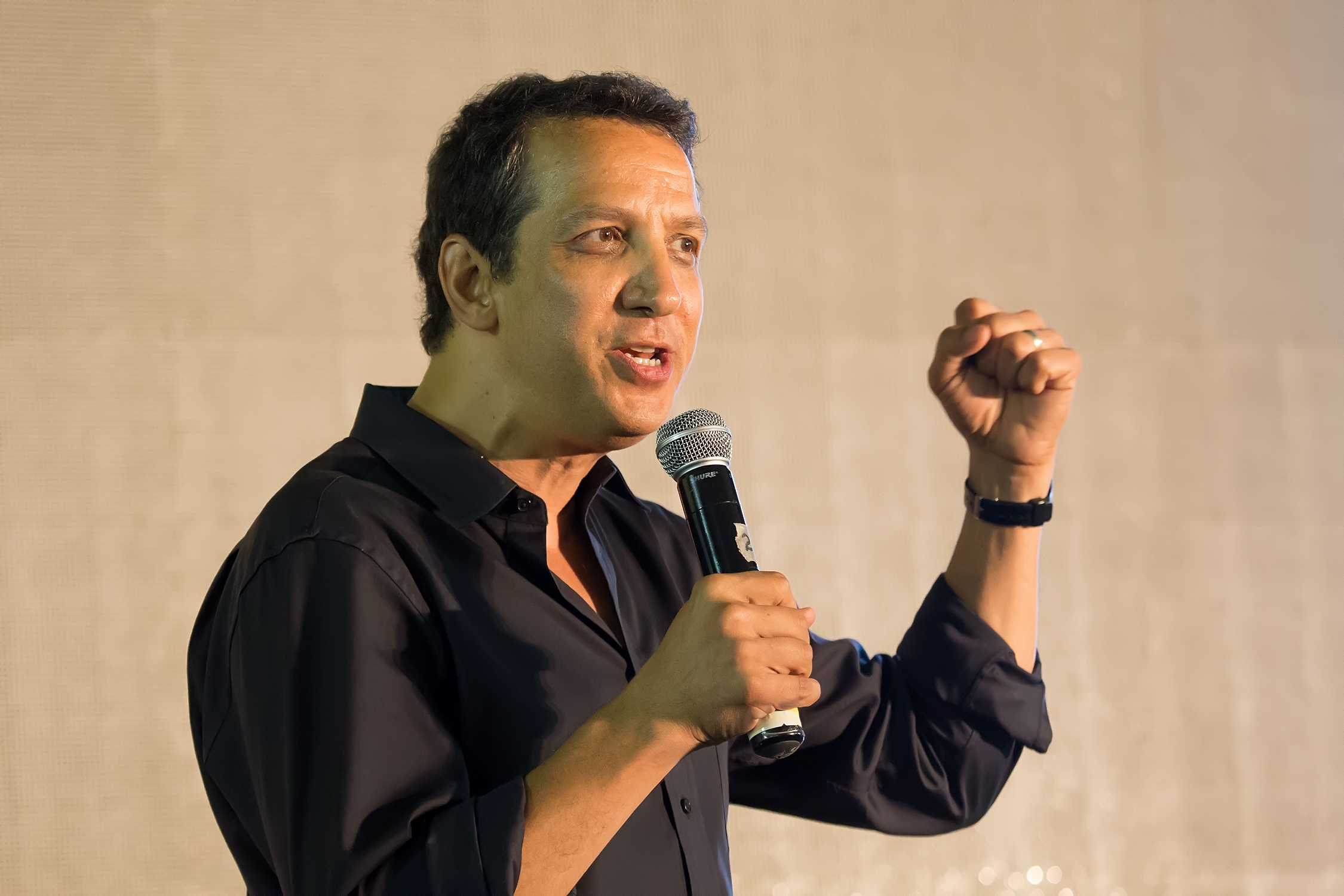
Peter Kuper al Bangalore Comic Con 2014

Peter Kuper (Summit, 22 settembre 1958) è un fumettista statunitense.

## Premi

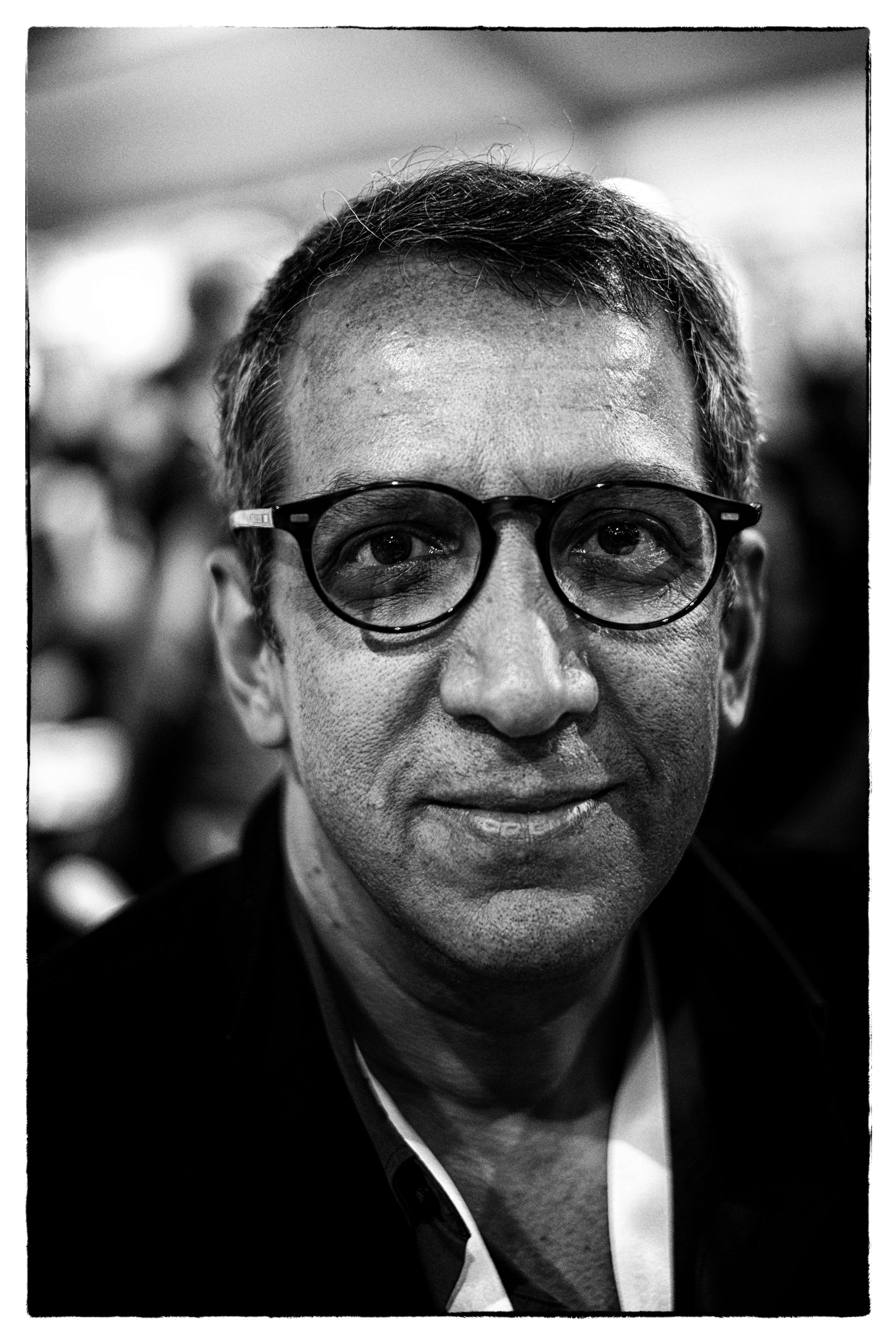
Peter Kuper in Lucca (2019)

Ruins (Rovine) ha vinto l'edizione 2016 dell'Eisner Award nella categoria "Graphic Album"

## Opere
- Peter Kuper's ComicsTrips: A journal of travels through Africa and Southeast Asia (1992)
- Eye of the Beholder (1993)
- Stripped (1995)
- Lascia stare! E altri racconti brevi (1995)
- The System (1997)
- Topsy Turvy (2000)
- Mind's Eye: An Eye of the Beholder Collection (2000)
- Speechless (2001)
- The Metamorphosis (2003)
- Sticks and Stones (2004)
- Theo and the Blue Note (2006)
- Stop Forgetting to Remember: The Autobiography of Walter Kurtz (2007)
- The jungle (2007)
- Diario de Oaxaca: A Sketchbook Journal of Two Years in Mexico (2009)
- Classics Illustrated #9: The Jungle: The Jungle (2010)
- Spy Vs Spy: The Top Secret Files! (2011)
- Drawn to New York: An Illustrated Chronicle of Three Decades in New York City (2013)
- Spy Vs. Spy: Fight to the Finish! (2013)
- Rovine (Ruins), traduzione di Vanni Santoni, Tunué, 2017  [2015],  p. 330, ISBN 978-88-6790-371-9.
- Diario di New York (Diario de Nueva York), traduzione di Omar Martini, Tunué, 2018  [2012],  p. 228, ISBN 9788867902989.
- Cuore di tenebra (Heart of darkness), traduzione di Matteo Gaspari, Tunué, 2021  [2019],  p. 130, ISBN 978-88-6790-389-4.
- Gli incubi di Kafka, Tunué